# Бернард Будянський
Бернард Будянський (8 березня 1925 року, Нью-Йорк — 23 січня 1999 року, Лексінгтон) Відомий вчений у галузі механіки, вніс значний внесок у механіку конструкцій і механіку матеріалів.

## Біографія
Народився в сім'ї російських іммігрант ів. Батьки незабаром розійшлися і Бернард виховувався матір'ю і дідом.
У 1944 році закінчив Сіті Коледж в Нью-Йорку, отримав ступінь бакалавра з цивільного будівництва.
Почав працювати науковим співробітником Національного консультативного комітету з аеронавтики (NACA, попередника NASA). У 1947 році взяв навчальний відпустку в NACA і вступив до аспірантури з прикладної математики в університет Брауна, отримав ступінь Ph.D. в 1950 році. Він повернувся в NACA в 1950 році, а в 1952 році був призначений керівником структурного відділення механіки. У 1955 році вступив до Гарвардський університет.

## Наукові інтереси
Займався дослідженням впливу тріщин і швів в породах на поширення сейсмічних хвиль, його теорія стала основою для визначення властивостей гірських порід. Був одним з перших дослідників в галузі матеріалознавства і вніс значний внесок в пояснення руйнування пластичних металів і зміцнення зазвичай тендітних керамік і композитних матеріалів.

## Нагороди
медаль Кармана (1982)
медаль Тимошенко (1989)
Був членом Національної академії наук, Національної інженерної академії, Американської академії наук і мистецтв; Нідерландської королівської академії мистецтв і наук, датського Центру прикладної математики і механіки.